# Дунайцев, Виталий Владимирович
Виталий Владимирович Дунайцев (род. 12 апреля 1992, Кустанай) — российский боксёр, бронзовый призёр Олимпийских игр 2016 года в Рио-де-Жанейро, чемпион мира (2015), чемпион Европы (2015), чемпион России (2013, 2014), заслуженный мастер спорта России.
Депутат Белгородской областной думы, руководитель федерации бокса Белгородской области.

## Биография
Родился в Костанае 12 апреля 1992 года. Отец — мастер спорта СССР по боксу (кандидат в мастера спорта СССР}. В 2001 году семья переехала в Старый Оскол. Занимался дзюдо. Через два года тренировок переключился на бокс. Студент факультета юриспруденции Белгородского университета кооперации, экономики и права.

## Спортивные результаты
- Чемпионат России по боксу 2013 — ;
- Чемпионат России по боксу 2014 — .

## Разряд
Приказом министра спорта от 15 декабря 2015 года № 180-нг присвоено звание «заслуженный мастер спорта России».

## Награды
- Медаль ордена «За заслуги перед Отечеством» II степени (25 августа 2016 года) — за высокие спортивные достижения на Играх XXXI Олимпиады 2016 года в городе Рио-де-Жанейро (Бразилия), проявленные волю к победе и целеутремленность[5].